# Anne Macnaghten
Anne Macnaghten, CBE (9 d'agost, 1908 - 31 de desembre, 2000), va ser una violinista clàssica i pedagoga britànica.
Anne Macnaghten era la filla petita del jutge del tribunal superior Sir Malcolm Macnaghten i membre del Parlament en representació de Londonderry. Malgrat ser de família benestant i créixer en un ambient privilegiat, a Irlanda del Nord i al barri londinenc de Kensington, ella i les seves germanes no estaven d'acord amb aquell i s'identificaven més amb l'ideari socialista.
Va començar els seus estudis de violí als sis anys amb la solista hongaresa Jelly d'Arányi. Més tard, Macnaghten va declarar en una entrevista a The Strad que d'Arányi «no era realment una bona professora». Als disset anys va viatjar a Alemanya per estudiar al Conservatori de Leipzig (ara Universitat de Música i Teatre de Leipzig), amb el pedagog alemany Walther Davisson, que després esdevingué el director del conservatori.
El 1931 va cofundar els Macnaghten Concerts juntament amb la compositora Elisabeth Lutyens i la directora Iris Lemare, amb l'objectiu de promocionar els compositors clàssics contemporanis. La sèrie de concerts es duien a terme al Mercury Theatre, a Notting Hill Gate, i originalment es va desenvolupar entre 1931 i 1937.
També el 1931, Macnaghten va fundar el Quartet de Corda Macnaghten  (aleshores només femení), que va tocar en molts dels concerts de la sèrie. El quartet estava format per Macnaghtan, Joan Wordsell, Violet Brough i Joan Bonner. El 1932 els membres del quartet havien canviat i eren Macnaghten, Elise Deprez, Beryl Scawen-Blunt i Mary Goodchild. En el cicle de concerts el quartet va estrenar obres de diversos compositors coneguts, com ara Sinfonietta, op. 1 de Benjamin Britten el 1933, el quartet de corda núm. 1 de Michael Tippet el 1935, el quartet de corda núm. 3 de Mary Lucas i obres de Gerald Finzi, Elizabeth Maconchy i Alan Rawsthorne. El Macnaghten String Quartet segueix sent un quartet actiu i regularment imparteix classes de música de cambra a Benslow Music Trust. El 1947 el vilonceŀlista Arnold Ashby va incorporar-se al quartet i el mateix any Macnaghten i Ashby es van casar.
El 1952, amb l'ajuda del compositor Ralph Vaughan Williams (un ferm defensor de la sèrie de concerts original) i el finançament del Consell de les Arts de Gran Bretanya (ara Consell de les Arts d'Anglaterra), Macnaghten va recuperar la sèrie de concerts, que va ser rebatejada com a New Macnaghten Concerts i va durar més de quaranta anys; l'últim concert es va fer el 1994. Els New Macnaghten Concerts van estrenar d'obres de compositors britànics com ara Harrison Birtwistle o Richard Rodney Bennett.
La sèrie de recitals va comptar amb actuacions d'alguns dels músics més reconeguts internacionalment de l'època, com ara John Williams, Cecil Aronowitz, Peter Pears, Steve Reich, Michael Nyman, Derek Simpson o Thea King.
A partir de finals de la dècada de 1970, va ensenyar violí a Hertfordshire, i ho va deixar només com a conseqüència d'una caiguda als noranta anys.
Macnaghten va rebre una medalla d'or de la Worshipful Company of Musicians el 1962, i el 1987 va ser nomenada comandant de l'Exceŀlentíssim Orde de l'Imperi Britànic, en reconeixement del seu treball en portar el Macnaghten Quartet a les escoles d'Ealing, de Cambridgeshire i particularment de Hertfordshire.